# Metriopelma velox
Metriopelma velox é uma espécie de aranha pertencente à família Theraphosidae (tarântulas).